# Cantó de Morestel
El cantó de Morestel  és un cantó francès del departament de la Isèra, situat al districte de La Tour-du-Pin. Té 18 municipis i el cap és Morestel.

## Municipis
| - Arandon - Les Avenières - Le Bouchage - Bouvesse-Quirieu - Brangues - Charette - Courtenay - Creys-Mépieu - Montalieu-Vercieu | - Morestel - Passins - Porcieu-Amblagnieu - Saint-Sorlin-de-Morestel - Saint-Victor-de-Morestel - Sermérieu - Vasselin - Veyrins-Thuellin - Vézeronce-Curtin |

## Història
| Data d'elecció                           | Identitat       | Partit                    | Qualitat |
| ---------------------------------------- | --------------- | ------------------------- | -------- |
| 1949-1964                                | François Perrin | CNIP                      |          |
| 1964-1967                                | Joseph Bordel   | SFIO                      |          |
| 1967-1973                                | M. Badet        | RI                        |          |
| 1973-1976                                | Joseph Bordel   | PS                        |          |
| 1976-1979                                | Théodore Durand | Divers droite             |          |
| 1979-1998                                | Jean Genin      | PS, després Divers droite |          |
| 1998-                                    | Christian Rival | RPR                       |          |
| les dades anteriors no són pas conegudes |                 |                           |          |
|                                          |                 |                           |          |

## Demografia
| 1962   | 1968   | 1975   | 1982   | 1990   | 1999   | 2007   |
| ------ | ------ | ------ | ------ | ------ | ------ | ------ |
| 14.623 | 15.722 | 16.178 | 18.754 | 19.754 | 21.640 | 26.751 |